# Pod'esaul
Pod'esavul (russo Подъесаул) è un grado militare dei cosacchi registrati  della Federazione Russa e in passato una posizione cosacca del XVI secolo e, tra il 1798 e il 1917, un grado di ufficiale cosacco dell'Impero russo.

## Storia

### Etmanato e Sloboda
Nel XVII e nel XVIII secolo nell'Etmanato e nella Sloboda era un ufficiale delle forze cosacche subordinata all'Esaul.
Nelle unità militari cosacche a livello di reggimento (Polk in russo) il Polkovoj pod'esaul sostituiva il Polkovoj esaul del reggimento, ma non era considerato un comandante del reggimento.

### Impero russo
Pod'esavul era un grado militare di ufficiale nelle truppe cosacche dell'Esercito imperiale russo. Il Pod'esaul era un assistente o il vice di un Esaul e comandava un centinaio di cosacchi. Secondo la tavola dei ranghi, istituita nel 1722 dallo Zar Pietro il Grande, il grado inizialmente apparteneva alla X classe X ed era analogo al grado di "Štabs-rotmistr" della cavalleria e di Štabs-kapitan della fanteria. Nel 1884, con l'abolizione del grado di maggiore il capitano e il Rotmistr e l'Esaul cosacco furono equiparati all'ex maggiore (il grado di maggiore nell'Armata Rossa ricomparve solo nel 1935). Il grado di Pod'esaul, insieme ai gradi di Štabs-kapitan e di Štabs-rotmistr, divennero l'equivalente dell'attuale capitano, passando alla Classe IX nella Tavola dei ranghi. Dal 1884 il grado di podosavul fu elevato alla classe IX, così come il grado di capitano di stato maggiore, al quale era pari. Pidosavul era un assistente o vice di Osavul, comandava un centinaio di cosacchi.
Il 16 dicembre 1917, dopo la Rivoluzione d'ottobre, i gradi e i titoli dell'epoca dell'Impero russo furono cancellati con decreto della leadership sovietica. Ma questo grado fu ancora utilizzato per qualche tempo, tra il 1917 e il 1921 nell'Armata Bianca.
| Sequenza dei gradi dei cosacchi nell'Impero russo |                      |                                |
| grado inferiore: Sotnik (Сотник)                  | Pod'esau (Подъесаул) | grado superiore: Esaul (Eсаул) |